# The Dark of the Matinée
«The Dark of the Matinée» también conocida como «Matinée» es una canción de la banda escocesa Franz Ferdinand. Fue lanzado el 9 de febrero de 2004, como la cuarta canción del álbum homónimo de Franz Ferdinand. El 19 de abril de 2004, fue lanzado como sencillo y alcanzó el número ocho en el UK Singles Chart.

## Vídeo musical
El vídeo muestra a los integrantes de la banda vestidos como escolares, bailando en forma automática, casi poseída y mimetizando a todos con la principal pista vocal. Fue inspirado por el juego de televisión Blue Remembered Hills (1979) de Dennis Potter, en la que había escenas de adultos jugando con niños, y el dispositivo de sincronía de labios de Potter utilizado en "series con canciones" Pennies from Heaven (1978) y The Singing Detective (1986). Al final del vídeo se toman algunas pistas visuales de la secuencia de "Dry Bones" en Singing Detective.

## Lista de canciones
CD1
1. «The Dark Of The Matinée» (Alex Kapranos/Nick McCarthy/Bob Hardy)
2. «Better In Hoboken» (Alex Kapranos/Nick McCarthy/Bob Hardy)
3. «Forty Feet» (Alex Kapranos/Nick McCarthy)

DVD
1. «The Dark Of The Matinée» [Promo Video]
2. «The Dark Of The Matinée» live at KCRW [Video]
3. Gallery with Cheating On You live audio
4. Desktop Wallpaper

7"
1. «The Dark Of The Matinée» (Alex Kapranos/Nick McCarthy/Bob Hardy)
2. «Michael» (live at KCRW) (Alex Kapranos/Nick McCarthy)

12"
1. «The Dark Of The Matinée» (Alex Kapranos/Nick McCarthy/Bob Hardy)
2. «Better In Hoboken» (Alex Kapranos/Nick McCarthy/Bob Hardy)
3. «Forty Feet» (Alex Kapranos/Nick McCarthy)

- Datos: Q3306839